# 劉鳳起
刘凤起（1866年—1933年），字未林，晚号真庐老人，江西南城人，清末民初政治人物、诗人、书画家。光绪末进士。

## 生平
光绪二十八年（1902年）乡试中举，次年中进士，殿试名列二甲第二十二名，同年闰五月，改翰林院庶吉士。授翰林院编修。旋赴日本留学法政。回国后辞归江西故里，被巡抚冯汝骥奏留南昌，任咨议局议绅、宪政筹备处咨议、教育总会会长等职。
宣统三年（1911年）11月，江西独立，劉鳳起被推任民事部长。民国十一年（1922年）后定居上海，以卖字画为生。民国二十二年（1933年）病逝。

## 著作
著有《味琴仙馆遗诗钞》。